# 突节老鹳草
突节老鹳草（学名：Geranium krameri）是牻牛儿苗科老鹳草属的植物。分布于朝鲜、远东、日本以及中国大陆的东北等地，生长于海拔900米的地区，多生长在灌丛、草甸及田边杂草丛，目前尚未由人工引种栽培。

## 异名
- Geranium japonicum auct. non Franch. et Sav.